# Eben (Schwert)

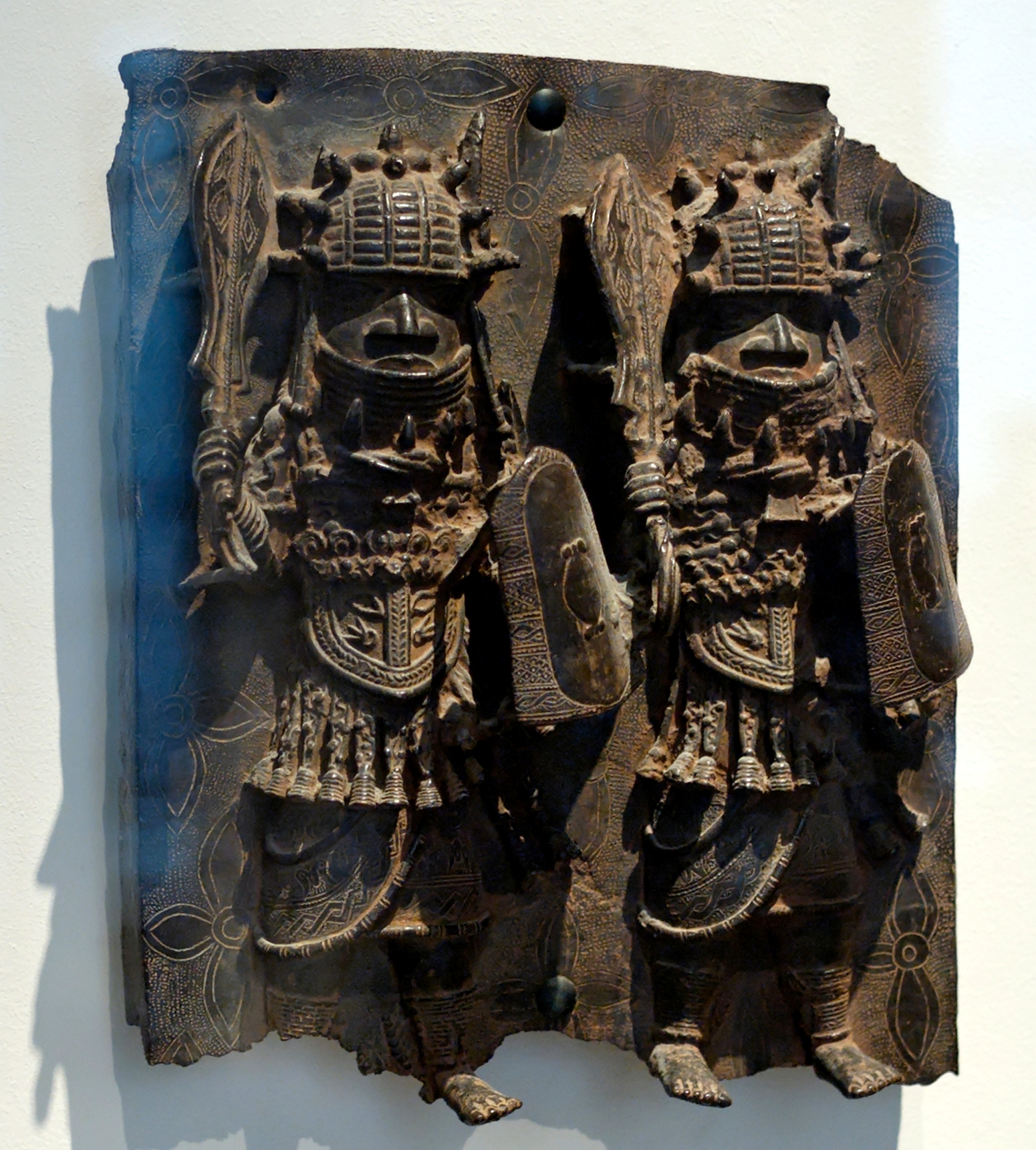
Krieger halten ihre Benin-Schwerter hoch, Bronze-Reliefplatte 16.–18. Jahrhundert, Musée du Louvre.

Das Eben (auch Ebere oder Benin-Schwert) ist ein Zeremonialschwert aus dem Königreich Benin, heute Nigeria.

## Beschreibung
Das Eben hat eine zweischneidige, blattförmige Klinge aus Bronze. Die Klinge ist mit Mustern oder Symbolen durchbrochen. Am Heft ist oft ein Ring aus verschiedenen Materialien angebracht. Es wird von den Ethnien der Bini und Ife benutzt.
Es wurde in Zeremonien verwendet, die von dem ersten Kriegerkönig der Edo, Obu Ewuare, in der Mitte des 15. Jahrhunderts begründet wurden. Diese Zeremonien dienen der Ehrung der verstorbenen Väter und Vorfahren der Könige. Der König selbst benutzt dieses Schwert während der Tänze.
Es ist wahrscheinlich, dass die Entwicklung des Eben durch den Ringdolch beeinflusst wurde.